# Lycia recognita
Lycia recognita är en fjärilsart som beskrevs av Jost Harr. Lycia recognita ingår i släktet Lycia och familjen mätare. Inga underarter finns listade i Catalogue of Life.